# Chris Cross
Chris Cross (1994–1995) – brytyjski serial komediowy dla młodzieży w reżyserii Dennisa Abeya i Rona Olivera.
Światowa premiera serialu miała miejsce 18 marca 1994 roku na kanale ITV (CITV). Ostatni odcinek serialu został wyemitowany 28 marca 1995 roku. W Polsce serial nadawany był dawniej na nieistniejącym kanale Nasza TV.

## Obsada
- Rachel Blanchard jako Dinah McGee
- Eugene Byrd jako Oliver Cross
- Simon Fenton jako Chris Hilton
- Nicola Stewart jako Casey Down
- Alan David jako pan Rogers
- Tom Brodie jako Mookie
- Oliver Gilbody jako Charles Barkley
- Timothy Douek jako Eduardo "X" Escalero